# فهرست شخصیت‌های شاهنامه
در این فهرست، سعی بر این است که همه شخصیت‌های شاهنامه فردوسی از جمله ایرانی، تورانی، رومی، هندی و ... همچنین اسامی دیوها و... آورده شود. برخی از افراد عادی جامعه، که در شاهنامه از آنها نام شده است در لیست پهلوانان یا شاهان نمی‌گنجند نیز در فهرست گنجانده شده‌اند. در تهیه این فهرست از نسخه‌های شاهنامه فردوسی برپایه چاپ مسکو ، و همچنین تصحیح جلال خالقی مطلق استفاده شده است. و سعی شده در صورت تفاوت در نگارش نام‌ها، همگی نام‌ها آورده شده است.

## الف
- آبتین
- ابراهیم (پیامبر)[۳]
- ابوبکر[۴][۵]
- آزادسرو[۶]
- آزادسرو(موبد)[۷]
- آذرنوش
- ارتنگ[۸]
- ارجاسب
- اردشیر بابکان
- اردشیر نکوکار یا (اردشیر دوم)  [۹]
- اردشیر پسر شیرویه [۱۰][۱۱]
- اردشیر (موبد موبدان) [۱۲][۱۳]
- آرزو (دختر ماهیار) [۱۴]
- آرزو (زن سلم)
- ارژنگ دیو
- ارسطالیس
- آرش کمانگیر [۱۵]
- آرش پور کیقباد[۱۶]
- آرش اشکانی[۱۷]
- آرش پدر منوچهر
- ارمایل
- ارنواز
- آزادسرو
- آزاده (معشوقه بهرام گور) [۱۸]
- آزاده (زن تور)
- آزرمی‌دخت[۱۹][۲۰]
- اسپنوی
- استاد پسر پیروز [۲۱]
- استقیلا
- اسرافیل [۲۲]
- اسفندیار
- اسکندر
- اسماعیل بن ابراهیم[۲۳]
- اشک[۱۷]
- اشتاد پسر پیروز [۲۴]
- اشکبوس
- اشکش
- اغریرث
- افلاطون [۲۵]
- اکوان دیو
- الان شاه[۲۶]
- الکوس
- الوای (پهلوان زابلی)
- الوای (نیزه‌دار رستم)
- الیاس پسر مهراس [۲۷]
- امیرک منصور[۲۸]
- اندریمان
- اندمان
- اندبان (پهلوان دوره خسرو‌پرویز)[۲۹][۳۰]
- اوخواست
- اورمزد پسر شاپور، (هرمز یکم)
- اورمزد بزرگ[۱۷] (شاه اشکانی)
- اولاد [۳۱]
- اهرن
- ایراک[۳۲]
- ایرج پسر فریدون
- ایرج ‌شاه‌کابل
- ایزدگشسپ
- ایزدگشسپ[۳۳][۳۴]
- ایلا
- آیین‌گشسپ [۳۵][۳۶]

## ب
- بابک‌رودیاب
- بابک (موبد) [۳۷]
- بابوی
- بادان (باذان) پسر پیروز [۳۸][۳۹]
- باربد[۴۰][۴۱]
- بارمان
- بازور
- باطرون
- بالوی[۴۲][۴۳]
- بدال[۴۴]
- برانوش(در زمان شاپور اول)
- برانوش(قیصر روم)(در زمان شاپور ذوالاکتاف)
- براهام [۴۵]
- برته
- برزمهر (دوره بهرام گور)[۴۶]
- برزمهر (دوره هرمزد نوشین‌روان)[۳۳]
- برزوی (پزشک انوشیروان)
- برزوی
- برزویلا
- برزین (پسر گرشاسپ)
- برزین (پدر زن بهرام گور)[۴۷]
- برزین (سردار انوشیروان عادل)[۴۸]
- برسام[۴۹][۵۰]
- برمایه (برادر فریدون) [۵۱]
- برمایه (گاو)
- بزرگمهر (بوزرجمهر)[۵۲]
- بساد
- بستاو [۵۳]
- بستور
- بغستان
- بلاش (شاهنشاه ساسانی)
- بلاش پسر پیروز[۵۴][۵۵]
- بنداه
- بندوی (دوره قباد یکم) [۵۶]
- بندوی (دایی خسروپرویز)[۵۷][۵۸]
- بودلف
- بوراب
- بوران‌دخت[۵۹][۶۰]
- بوالفضل (بلعمی) [۶۱]
- به‌آفرید
- بهرام پسر اورمزد، (بهرام یکم) [۶۲]
- بهرام بهرام، (بهرام دوم) [۶۳]
- بهرام بهرامیان، (بهرام سوم)[۶۴]
- بهرام پسر شاپور[۶۵]
- بهرام چوبین[۶۶]
- بهرام پسر گودرز
- بهرام اشکانی[۱۷] (نام اصلی اردوان پنجم)
- بهرام شیراوژن
- بهرام ماه‌آذر (بهرام آذرمهان)[۶۷]
- بهرام هور[۶۸]
- بهرام سیاوشان[۶۹][۷۰]
- بهزاد
- بهزاد (از بزرگان دوره قباد یکم) [۵۶]
- بهمن(شاه‌کیانی)
- بهمن پسر اردوان
- بهمن (از بزرگان دوره انوشیروان)[۶۸]
- بید(دیو)
- بیدرفش
- بیژن پسر گیو
- بیژن (پهلوان دوره یزدگرد)[۷۱][۷۲]
- بیژن اشکانی[۱۷]
- بیطقون[۷۳]
- بیورد (مدعی پادشاهی)[۶۷]
- بیورد (مرزبان)
- بیورد کاتی

## پ
- پارس[۲۶]
- پرمایه [۷۴]
- پروش [۷۵]
- پرموده پسر ساوه‌شاه [۷۶]
- پشنگ (داماد ایرج)
- پشنگ (پدر افراسیاب)
- پشنگ (شیده ‌افراسیاب)
- پشوتن
- پشین
- پلاشان
- پولاد (سردار کیقباد)
- پولاد (یار سیاوش)
- پولادغندی
- پیداوسی (موبد)[۷۷]
- پیران ویسه
- پیروز یزدگرد
- پیروز یکم
- پیروز خسرو[۱۰][۷۸]
- پیروز ‌شاه غرچه
- پیروز (پهلوان دوره یزدگرد بزه‌گر)[۲۶]
- پیروز (سردار انوشیروان عادل)[۷۹]
- پیروز شاپور[۸۰][۸۱]
- پیلسم

## ت
- تبرگ[۸۲][۸۳]
- تخوار (مشاور فرود سیاوش)
- تخوار (نگهبان در لشکر کیخسرو)
- تخوار (گنجور خسرو پرویز)[۸۴][۸۵]
- ترخان
- تژاو
- تلیمان (سغدی)
- تلیمان گُرد
- توس (پهلوان)
- تور
- تهمینه

## ج
- جاماسپ شاه ساسانی [۸۶][۸۷]
- جاماسپ (وزیر گشتاسپ)
- جان فروز[۸۸][۸۹]
- جانوشیار (جانوسپار)
- جانوسپار [۹۰][۹۱]
- جرنجاش
- جریره
- جمشید
- جمهور (شاه هندوستان)[۹۲]
- جندل
- جوانوی [۹۳]
- جهن
- جهن‌برزین[۹۴][۹۵]

## چ
- چنگش

## ح
- حسنوی[۹۶]
- حمزه(دوره هرمزد نوشین‌روان)[۴۴]
- حسین قتیب [۹۷]
- حیی قتیب [۹۸]

## خ
- خانگی(فرستاده قیصر)(دوره خسرو‌پرویز)[۹۹][۱۰۰]
- خراد(دوره اردشیر یکم)[۱۰۱]
- خراد (دوره قباد یکم) [۵۶]
- خراد‌ پسر برزین [۱۰۲]
- خراسان (پهلوان دوره خسرو‌پرویز)[۱۰۳][۱۰۴]
- خرنجاس
- خزاعه
- خزروان (پهلوان تورانی)
- خزروان پسر رهام [۱۰۵]
- خزروان خسرو[۱۰۶][۱۰۷]
- خزروان (دیو) [۱۰۸]
- خسرو(مدعی شاهی)[۱۰۹]
- خسرو (آسیابان)[۱۱۰][۱۱۱]
- خسرو پرویز
- خوزان
- خشاش[۱۱۲]
- خضر پیامبر[۱۱۳]
- خواست‌یزد (نهان‌دار انوشیروان) [۱۱۴]
- خَنْجَست[۱۱۵][۱۱۶]
- خوشنواز[۱۱۷][۱۱۸]
- خوزان

## د
- دادبرزین (پهلوان زابلی) [۱۰۵]
- دادبرزین آژنگ‌چهر [۱۰۵]
- دارا
- دارا‌پناه(داناپناه) [۱۱۹][۱۲۰]
- داراب (شهریار ایران)
- دقیقی
- دمور[۱۲۱]
- دلارا
- دل‌افروز (خارکن)[۱۲۲]
- دیو سپید

## ر
- رادمان(پهلوان دوره خسرو پرویز) یا (رادیان)[۲۹][۳۰]
- رادوی[۱۲۳][۱۲۴]
- رام‌برزین [۴۸][۱۲۵]
- رخش
- رستم
- رستم پورهرمزد[۱۲۶][۱۲۷]
- رشنواد[۱۲۸][۱۲۹]
- رشنواد(منادی‌گر انوشیروان عادل) [۱۳۰]
- رودابه
- رودکی [۱۳۱]
- روزبه [۱۳۲]
- روشنک همسر اسکندر
- روئین‌
- رهام
- ریونیز

## ز
- زادشم
- زاد‌فرخ (دبیر سپاه انوشیروان)[۱۳۳]
- زاد‌فرخ(بارخواه خسروپرویز)[۱۳۴][۱۳۵]
- زال
- زردهشت(پیامبر)
- زردهشت(موبد موبدان)[۳۳][۱۳۶]
- زرسب
- زرمهر پسر سوفزای[۱۳۷]
- زروان (حاجب انوشیروان)[۱۳۸][۱۳۹]
- زریر
- زنگله (شاهنامه)
- زنگوی[۱۴۰][۱۴۱]
- زنگه شاوران
- زواره
- زهیر

## س
- ساسان
- سام پسر نریمان
- سام پسر اسفندیار (پهلوان دوره خسروپرویز) [۱۴۲][۱۴۳]
- ساوه (پهلوان دوره انوشیروان)[۱۴۴]
- ساوه‌شاه [۱۴۵]
- سباک[۱۴۶]
- سپهرم
- سپینود[۱۴۷][۱۴۸]
- سرخه
- سرگس(سردار رومی)[۱۴۹][۱۵۰]
- سرگس(رامشگر)(سرکس)[۴۰][۱۵۱]
- سرو (شاه یمن)[۱۵۲]
- سروش [۱۵۳]
- سروش(فرشته)[۱۵۴][۱۵۵]
- سعد [۱۵۶]
- سعد وقاص[۱۵۷][۱۵۸]
- سلم
- سنباد (پهلوان دوره خسرو‌پرویز)[۱۵۹][۱۶۰]
- سنجه(دیو)
- سوخرا
- سودابه
- سورگ‌هندی
- سوسنک (زن بهرام گور)[۱۶۱][۱۶۲]
- سوفرا(سوفزا) [۱۶۳][۱۶۴]
- سهراب پسر رستم
- سهراب پسر پشین
- سهی
- سیامک
- سیامک تورانی
- سیاوش
- سیسنک (زن بهرام گور)[۱۶۵][۱۶۶]
- سیما برزین[۱۶۷][۱۶۸]
- سیمرغ
- سیندخت

## ش
- شاپور پسر اردشیر، (شاپور اول)
- شاپور ذوالاکتاف،  (شاپور دوم)
- شاپور پسر شاپور، (شاپور سوم)
- شاپور پسر نستوه
- شاپور اشکانی[۱۷]
- شاپور رازی[۱۶۹]
- شاپور (موبد انوشیروان)[۱۷۰]
- شاپور(پهلوان دوره خسرو پرویز)[۲۹][۳۰]
- شادان پسر برزین[۱۷۱][۱۷۲]
- شاهوی ‌پسر‌ هفتواد
- شبدیز(اسب خسروپرویز)[۱۷۳][۱۷۴]
- شطرخ
- شعبه مغیره[۱۷۵][۱۷۶]
- شغاد
- شگنان[۶۷]
- شماخ سوری
- شماس(فرمانده لشکر نوش‌زاد)[۱۷۷]
- شماساس
- شمر (گمارده بهرام گور) [۱۷۸]
- شمیران‌شنگی
- شمیران شاه [۱۷۹]
- شنبلید(زن بهرام گور) [۱۸۰]
- شنگل (شاه هندوستان)[۱۸۱]
- شنگل(پهلوان)
- شهران‌گراز [۱۸۲][۱۸۳]
- شهرگیر(سالار سپاه اردشیر بابکان)[۱۸۴]
- شهرگیر(سالار سپاه اسکندر)
- شهرناز
- شهرو(موبد) یا شهروی[۱۸۵]
- شهروی(موبد) (دوره یزدگرد) [۱۸۶][۱۸۷]
- شهریار (پسر خسروپرویز)[۱۸۸][۱۸۹]
- شیدسپ
- شیدوش
- شیده
- شیرخون
- شیرزیل(شیرذیل) [۳۸][۳۹]
- شیروی[۱۹۰]
- شیرین(یار خسروپرویز)[۱۹۱][۱۹۲]
- شیروی پسر بهرام[۲۱][۱۹۳]
- شیرویه[۱۹۴][۱۹۵]

## ص
- صیاع

## ض
- ضحاک

## ط
- طایر [۱۹۶]
- طرخان
- طغری(پرنده شکاری بهرام گور) [۱۹۷]
- طلخند پسر مای [۱۹۸]
- طوس پسر نوذر
- طوش[۱۹۹]
- طهماسب
- طهمورث
- طینوش[۲۰۰]

## ع
- عباس(دوره هرمزد نوشین‌روان)[۴۴][۲۰۱]
- علی دیلمی[۲۰۲][۲۰۳]
- علی[۲۰۴][۲۰۵]
- عمر بن خطاب[۲۰۶][۲۰۷]
- عمر سعد وقاص[۲۰۸][۲۰۹]
- عمرو(دوره هرمزد نوشین‌روان)[۲۱۰]

## غ
- غاتفر[۲۱۱]
- غرچه

## ف
- فرامرز
- فرانک(مادر فریدون)
- فرانک(زن بهرام گور) [۲۱۲]
- فرآیین[۲۱۳][۲۱۴]
- فرایین (دوره قباد یکم) [۵۶]
- فرخ‌پی(زن شاپور ذوالکتاف)[۲۱۵]
- فرخ‌زاد پسر هرمز[۲۱۶][۲۱۷]
- فرخ‌زاد پسر خسروپرویز[۲۱۸][۲۱۹]
- فردوسی
- فرش آورد
- فرشیدورد پسر ویسه[۲۲۰]
- فرشیدورد پسر گشتاسب
- فرشیدورد (مردی خسیس)(دوره بهرام گور)[۱۲۲]
- فرطوس
- فرعان(معمار طاق کسری‌)[۲۲۱][۲۲۲]
- فرغار
- فرنگیس
- فرود پسر سیاوش
- فرود (پسر خسروپرویز)[۲۲۳][۲۲۴]
- فروهل
- فرهاد (پهلوان دوره انوشیروان)[۲۲۵][۲۲۶]
- فریان[۲۲۷]
- فریبرز (پسر کیکاووس)
- فریبرز (ساسانی)
- فریدون
- فغانیش[۲۲۸]
- فغستان
- فور هندی

## ق
- قارن پسر کاوه
- قارن پسر گشسپ [۲۶]
- قارن پارسی [۱۰۵]
- قالوس [۲۲۹]
- قباد
- قباد پسر کاوه
- قحطان
- قراخان
- قلون(سردار تورانی افراسیاب)
- قلون(قاتل بهرام‌چوبین)[۲۳۰][۲۳۱]
- قیدافه
- قیدروش[۷۳]
- قیطون[۲۳۲]

## ک
- کالو
- کاکوی[۲۳۳]
- کاموس کشانی
- کاوه آهنگر
- کبرد
- کبروی[۲۳۴]
- کتایون
- کتماره
- کرزم [۲۳۵]
- کرسیون(گماشته ماهوی سوری)[۲۳۶]
- کرم‌ هفتواد
- کشمگان(پسر فرخ‌زاد)[۲۳۷][۲۳۸]
- کشواد
- کلباد
- کلبوی سوری[۲۳۹]
- کندر
- کوت[۲۴۰][۲۴۱]
- کوهیار
- کهرم[۲۴۲]
- کهیلا
- کی‌آرش[۲۴۳]
- کیانوش [۲۴۴]
- کید‌شاه هندوستان[۲۴۵]
- کی‌پشین[۲۴۶]
- کَیروی [۲۴۷]
- کیخسرو
- کیقباد (پهلوان دوره یزدگرد بهرام)[۲۴۸]
- کیقباد
- کیکاوس
- کیومرث

## گ
- گراز (سردار دوره ‌خسرو‌پرویز)[۱۰][۱۱]
- گرازه
- گرامی (پسر جاماسپ)
- گردآفرید دختر گژدهم
- گردوی[۲۴۹][۲۵۰]
- گردیه[۸۲][۸۳]
- گرزاسپ(گرزاسب) [۲۵۱]
- گرزسپ
- گرزم[۲۵۲]
- گرستون(گماشته ماهوی سوری)[۲۵۳]
- گرسیوز
- گرشاسپ (پسر زو)
- گرشاسپ (پهلوان)
- گرگسار [۲۵۴]
- گرگین میلاد
- گرمایل
- گرو
- گروی زره
- گژدهم
- گستهم پسر نوذز
- گستهم پسر گژدهم
- گستهم (دایی خسروپرویز)[۵۷][۵۸]
- گستهم(پهلوان دوره یزدگرد بزه‌گر)  [۲۶]
- گستهم(پهلوان دوره بهرام گور) [۱۰۵]
- گشتاسپ[۲۵۵]
- گشسپ (پهلوان دوره یزدگرد بزه‌گر)[۲۶]
- گشسپ (از بزرگان دوره انوشیروان)[۲۵۶]
- گشسپ(پدر بهرام چوبین)[۲۵۷][۲۵۸]
- گلبوی سوری[۲۵۹]
- گلشهر
- گلگله
- گلنار(معشوقه اردوان)
- گلینوش[۲۶۰][۲۶۱]
- گو پسر جمهور [۲۶۲]
- گودرز
- گودرز اشکانی[۱۷]
- گوش‌بستر
- گهار‌گهانی
- گیلوی طبری[۲۶۳]
- گیو
- گیوه‌

## ل
- لنبک [۲۶۴]
- لواده [۲۶۵]
- لهاک[۲۶۶]
- لهراسب[۲۶۷]

## م
- ماخ[۲۶۸]
- مالکه (دختر نوشه)[۲۶۹]
- مامون [۶۱]
- مانی
- ماه‌آذر[۳۳]
- ماه‌آفرید(مادر منوچهر شاه)
- ماه‌آفرید(زن بهرام گور)[۲۷۰]
- ماهوی سوری[۲۷۱][۲۷۲]
- ماهیار (پیرمرد)[۲۷۳]
- ماهیار گوهرفروش [۲۷۴]
- مای شاه هندوستان [۲۷۵]
- محمد[۲۷۶][۲۷۷]
- محمود غزنوی
- مردان‌شاه (پسر خسروپرویز)[۲۷۸][۲۷۹]
- مردوی[۲۸۰][۲۸۱]
- مریم (همسر خسرو پرویز)[۲۸۲][۲۸۳]
- مزدک [۲۸۴]
- مسیح [۲۸۵]
- مُشک(دختر آسیابان) [۲۸۶]
- مشکناز (زن بهرام گور) [۲۸۷]
- مقاتوره (مغاتوره) [۲۸۸][۲۸۹]
- منذر [۲۹۰]
- منوچهر
- منوچهر آرش(پهلوان دوره کیخسرو)
- منوشان
- منیژه
- موشیل(یا موسیل)[۲۹۱][۲۹۲]
- مه‌آفرید
- مهبود[۲۹۳][۲۹۴]
- مهراب کابلی
- مهرآذر [۵۶]
- مهر هرمزد[۲۹۵][۲۹۶]
- مهراس [۲۹۷]
- مهران ستاد[۲۹۸]
- مهران (دبیر هرمزد پسر انوشیروان)[۲۹۹][۳۰۰]
- مهران(هندی)
- مهرایزدگشسپ[۳۰۱]
- مهربرزین پسر خراد [۱۰۵]
- مهربنداد[۳۰۲][۳۰۳]
- مهرپیروز پسر بهزاد [۱۰۵]
- مهرک نوش‌زاد
- مهرک (پرستار دربار)[۳۰۴]
- مهرنوش پسر اسفندیار[۳۰۵]
- مهرنوش(موبد)[۳۰۶][۳۰۷]
- مهرنوش (پرستار انوشیروان)[۳۰۸] یا مهرنوش ‌پشمینه‌پوش
- مهرهرمزد[۳۰۹][۳۱۰]
- میروی طبری[۳۱۱]
- میرین
- میلاد

## ن
- نار (زن بهرام گور)[۳۱۲]
- نازباب (زن بهرام گور)[۳۱۳]
- نام‌خواست
- ناهید (کتایون)  [۳۱۴]
- نرسی(پسر بهرام سوم)
- نرسی (برادر بهرام گور)[۳۱۵]
- نرسی اشکانی[۳۱۶]
- نریمان
- نستاو [۳۱۷]
- نستود(پسر خسروپرویز)[۳۱۸][۳۱۹]
- نستوه پسر گودرز
- نستوه پسر مهران ستاد
- نستیهن
- نصر سامانی[۶۱]
- نصر‌قتیب [۳]
- نعمان [۳۲۰]
- نوذر
- نوش پسر اسفندیار[۳۲۱]
- نوش‌آذر[۳۲۲]
- نوش‌زاد (پسر انوشیروان)[۳۲۳]
- نوشزاد
- نوشه(دختر نرسی) [۳۲۴]
- نَهل
- نیاطوس[۳۲۵][۳۲۶]
- نیوزار (پسر گشتاسپ) [۳۲۷]

## و
- وستا[۱۱۵]
- ویسه

## ه
- هجیر
- هرمز یکم یا اورمزد پسر اردشیر،
- هرمز دوم یا اورمزد پسر نرسی
- هرمزد پسر یزدگرد[۳۲۸]
- هرمزد پسر انوشیروان[۳۲۹]
- هرمز شهریار[۴۴][۳۳۰]
- هرمز کدخدای ده [۳۳۱]
- هرمزد خراد (پهلوان دوره انوشیروان) [۳۳۲]
- هرمزد خراد (موبد) (موبد در دوره یزدگرد شهریار)[۳۳۳][۳۳۴]
- هزاران(پدر نام‌خواست)[۳۳۵]
- هشیار [۳۳۶]
- هفتواد
- همای دختر گشتاسپ
- همای چهرآزاد
- همای (موبد) [۳۳۷]
- هَمْدان‌گُشسپ [۳۳۸][۳۳۹]
- هوشنگ
- هومان
- هیشوی

## ی
- یاوه
- یانُس[۳۴۰][۳۴۱]
- یزدگرد بزه‌گر(یزدگرد یکم)[۳۴۲]
- یزدگرد پسر بهرام گور(یزدگرد دوم)[۳۴۳]
- یزدگرد دبیر (دوره ‌انوشیروان)[۳۴۴][۳۴۵]
- یلان سینه[۳۴۶][۳۴۷]